# Maximiliano Stanic
Maximiliano Stanic, né le 2 décembre 1978 à Buenos Aires (Argentine), est un joueur de basket-ball professionnel argentino-italien. Il mesure 1,77 m.

## Clubs
- 1996 - 2000 :  Pico FC (LNB)
- 2000 - 2001 :  Regatas Corrientes (LNB)
- 2001 - 2002 :  Boca Juniors (LNB)
- 2002 - 2003 :  Aurora Jesi (D2)
- 2003 - 2006 :  Scafati Basket (D2)
- 2006 - 2007 :  Pallacanestro Pavie (D2)
- 2007 - 2008 :  Élan béarnais (Pro A)
- 2008 - 2009 :  Victoria Libertas Pesaro (LegA)
- 2009 - 2010 :  Obradoiro CAB (Liga ACB)
- 2010 - 2011 :  CB Valladolid (Liga ACB)
- 2011 - 2013 :  Boca Juniors (LNB)
- 2013 :  Obras Sanitarias (LNB)
- 2013 - 2014 :  SE Palmeiras (NBB)
- 2014 :  Club Morón (LNB)
- 2014 - 2015 :  SE Palmeiras (NBB)
- 2015 - 2019 :  Ciclista Olímpico (LNB)
- 2019 :  AD Atenas (LNB)
- 2019 :  CA Lanús (LNB)